# EA3
Az EA3 jelű sír egy egyiptomi sír Amarnában; Jahmesz királyi írnok számára készült, aki Ehnaton uralkodása alatt szolgált. Az amarnai sziklasírok között, a királysírtól északra helyezkedik el.

## Leírása
Sírja a királysírnak helyet adó váditól északra elhelyezkedő hat sír, az ún. Északi sírok közül az EA3. Nyugat-keleti tájolású, egyenes tengelyű, és egyszerűbb az amarnai sírok többségénél: nincsenek oszlopok, a bejárati folyosónál alig szélesebb külső csarnok után következik a belső, ahonnan a szentély nyílik. Több helyen látszanak a díszítés előre felvázolt körvonalai.
A bejáratot eredetileg imaszövegek vették körbe és az uralkodó vagy az isten kártusait imádó Jahmesz alakja, de mára ez alig kivehető. A bejárati folyosó két oldalának díszítése az imádó Jahmeszt ábrázolja, vállán hivatalának jelképeivel, egy legyezővel és egy bárddal. Az itt olvasható szövegek az Aton-himnusz rövidített változatai.
A külső csarnok keskeny, alig kétszer olyan széles, mint a folyosó, amelynek egyenes folytatása. Falának rossz minőségét javítandó vakolatréteget vittek fel rá, erre rajzolták fel vörös festékkel a kivésendő díszítés körvonalait. Jobboldalt alig látható már ez a festés, annyi kivehető, hogy a királyi párt és három hercegnőt ábrázolt a nap sugarai alatt. Baloldalt már részben kifaragták a díszítést. A felső regiszterben a nagy Aton-templom látható, melyben Ehnaton és Nofertiti látogatást tesz, a templomban látszanak a királyi pár szobrai, oszlopok és oltárok, oldalkápolnák. A templom előtt zenészek, alul mészárszék, tőle jobbra egy emelvényen a benben-kő (ősi napszimbólum). A királyi kocsit egy trombitás és katonák kísérik, elöl egyiptomiak, hátul szíriaiak, líbiaiak és núbiaiak. A befejezetlen alsó regiszterben a királyi palota látható a városközpontban, benne a király hálószobája ággyal és zenészekkel. Az étkezés közben ábrázolt királyi pár körvonalai kivehetőek; a királyné ölében ül egy hercegnő, egy másik kis széken anyja széke alatt.
A belső csarnok is hosszú és keskeny, merőleges a külsőre. Díszítetlen. Két végében a koporsóknak kialakított mélyedés, az egyik befejezetlen. Mindkettő fölött sziklába faragott álajtó. A szentély is díszítetlen, Jahmesz ülőszobrát kifaragták, de később sok rongálás érte. A bejárat közelében a padlóban talált mélyedések arra utalnak, ajtó zárhatta a szentélyt.
Ennek a sírnak a falán összesen ötvenkilenc görög nyelvű falfirkát számoltak össze, a legtöbb ptolemaida kori látogatóké, főként trákoké, akik zsoldosok lehettek. A bejárat jobbján ez áll: Catullinus írta ezt a kapuba, miután leereszkedett ide és megcsodálta a szent kőművesek munkáját.